# Piaskowice (gmina)
Piaskowice (także Puskowice; do 1868 Strzeblew; od 1953 Parzęczew) – dawna gmina wiejska istniejąca w latach 1868–1953 w woj. łódzkim. Siedzibą władz gminy były Piaskowice.
Gmina Piaskowice (Puskowice) powstała za Królestwa Polskiego w 1868 roku w powiecie łęczyckim w guberni kaliskiej z obszaru dotychczasowej gminy Strzeblew. 19 maja?/31 maja 1870 do gminy przyłączono pozbawiony praw miejskich Parzęczew.
W okresie międzywojennym gmina Piaskowice należała do powiatu łęczyckiego w woj. łódzkim. Po wojnie gmina zachowała przynależność administracyjną. 1 stycznia 1948 roku z gminy Piaskowice wyłączono część obszaru (gromadę Konstancja) i przyłączono ją do miasta Ozorkowa. 1 lipca 1952 roku gmina składała się z 11 gromad: Bibianów, Chrząstów Wielki, Florentynów, Ignacew Folwarczny, Igancew Rozlazły, Mikołajew, Nowo-Młyny, Parzęczew, Śliwniki Nowe, Wielka Wieś Nowa i Wytrzyszczki.
21 września 1953 roku jednostka o nazwie gmina Piaskowice została zniesiona przez przemianowanie na gminę Parzęczew.